# Isabella FitzRoy
Isabella FitzRoy (1726 – 10 novembre 1782) est l'épouse de Francis Seymour-Conway.

## Biographie
Elle est la fille de Charles FitzRoy (2e duc de Grafton), et donc une descendante illégitime du roi Charles II. Sa mère est Lady Henrietta Somerset.
Elle devient comtesse, lorsque son mari est créé comte en 1750. Dans les années 1760, le comte est nommé ambassadeur en France et est accompagné par son épouse, dont le portrait est peint à Paris par Alexandre Roslin. La comtesse est une collectionneuse d'art et, en 1759, est présentée à William Hunter, qui reste un ami. Hunter est le fondateur de l'Hunterian Museum and Art Gallery, où son portrait se trouve maintenant. De 1768, jusqu'à sa mort, la comtesse est une Dame de Chambre de la reine Charlotte de Mecklembourg-Strelitz, épouse du roi George III.
Le comte et la comtesse font l'objet d'au moins deux caricatures de personnages créés par le dessinateur politique James Gillray. L'un d'elle, "la Dame rat, et ses pauvres petits", publiée en 1782, montre Isabelle et son mari en compagnie de Charles James Fox. L'autre, "le Jubilé", montre le couple qui danse autour d'une potence à laquelle pend un renard.
Elle meurt, âgée de 56 ans, après une visite à leur petit-fils à Forde Ferme, Thames Ditton, où elle tombe malade. Horace Walpole, qui est lié au comte et un correspondant de la comtesse, dit, « La perte de Lord Hertford est au-delà de toute mesure. Elle n'était pas seulement la femme la plus affectueux, mais la plus utile, et presque la seule personne que j'aie jamais vu, qui ne l'a jamais négligé ou oublié quelque chose qui devait être fait. Elle a toujours été bonne, que ce soit dans la vie la plus élevée ou la plus intérieure ». C'est après la mort de la comtesse que le comte reçoit le titre de Marquis d'Hertford.

## Famille
Elle épouse Francis Seymour-Conway, le 29 mai 1741, quand il est encore le baron Conway. Ils ont :
- Francis Ingram-Seymour-Conway (2e marquis d'Hertford) (1743-1822) ;
- Anne Seymour-Conway (1744-1784), qui épouse Charles Moore (1er marquis de Drogheda), et a des enfants ;
- Henry Seymour-Conway (1746-1830) ;
- Sarah Frances Seymour-Conway (27 septembre 1747 – 20 juillet 1770), qui épouse Robert Stewart (1er marquis de Londonderry), et a des enfants ;
- Robert Seymour-Conway (1748-1831), qui se marie deux fois et a des enfants ;
- Gertrude Seymour-Conway (1750-1782), qui épouse George Mason-Villiers (2e comte Grandison), et a des enfants ;
- Frances Seymour-Conway (1751-1820), qui épouse Henry Fiennes Pelham-Clinton, comte de Lincoln, et a des enfants ;
- Edward Seymour-Conway (1752-1785), chanoine de l'Église Christ church, Oxford, qui meurt célibataire ;
- Elizabeth Seymour-Conway (1754-1825), qui meurt célibataire ;
- Isabella Rachel Seymour-Conway (1755-1825), qui épouse George Hatton, député, et a des enfants ;
- L'amiral Hugh Seymour (29 avril 1759 – 11 septembre 1801), qui épouse Anne Horatia Waldegrave, une fille de James Waldegrave, 2e comte Waldegrave, et a des enfants ;
- William Seymour-Conway (1759-1837), qui épouse Martha Clitherow et a des enfants ;
- George Seymour (1763-1848), qui épouse Isabella Hamilton, petite-fille de James Hamilton, 7e comte d'Abercorn, et a des enfants.